# Sockel AM1
Der Sockel AM1, zuvor FS1b genannt, ist ein Prozessorsockel des Unternehmens AMD. Er wurde im April 2014 eingeführt.
Die Plattform ist ausgelegt für Desktoprechner mit preisgünstigen, sparsamen APUs, die für Büroanwendungen, Multimedia und einfache Spiele ausreichen. Die Prozessoren basieren auf der Jaguar-Architektur (Kabini).

## APUs für Sockel AM1
| Modell- Nummer | CPU- Kerne | Takt     | L2-Cache   | Multi 1 | GPU-Modell | GPU- Konfiguration | GPU- Konfiguration | GPU- Konfiguration | GPU- Konfiguration | GPU-Takt (max. Turbo) | Speicher- Controller | TDP  | Turbo Core | Marktstart |
| Modell- Nummer | CPU- Kerne | Takt     | L2-Cache   | Multi 1 | GPU-Modell | ALUs               | Shader- Einheiten  | TMUs               | ROPs               | GPU-Takt (max. Turbo) | Speicher- Controller | TDP  | Turbo Core | Marktstart |
| -------------- | ---------- | -------- | ---------- | ------- | ---------- | ------------------ | ------------------ | ------------------ | ------------------ | --------------------- | -------------------- | ---- | ---------- | ---------- |
| Athlon 5370    | 4          | 2,20 GHz | 4 × 512 kB | 22,0    | HD 8400    | 128                | 8× Vec16-SIMD      | 8                  | 4                  | 600 MHz               | DDR3(L)-1600         | 25 W | Nein       | 02.02.2016 |
| Athlon 5350    | 4          | 2,05 GHz | 4 × 512 kB | 20,5    | HD 8400    | 128                | 8× Vec16-SIMD      | 8                  | 4                  | 600 MHz               | DDR3(L)-1600         | 25 W | Nein       | 09.04.2014 |
| Athlon 5150    | 4          | 1,60 GHz | 4 × 512 kB | 16      | HD 8400    | 128                | 8× Vec16-SIMD      | 8                  | 4                  | 600 MHz               | DDR3(L)-1600         | 25 W | Nein       | 09.04.2014 |
| Sempron 3850   | 4          | 1,30 GHz | 4 × 512 kB | 13      | HD 8280    | 128                | 8× Vec16-SIMD      | 8                  | 4                  | 450 MHz               | DDR3(L)-1600         | 25 W | Nein       | 09.04.2014 |
| Sempron 2650   | 2          | 1,45 GHz | 2 × 512 kB | 14,5    | HD 8240    | 128                | 8× Vec16-SIMD      | 8                  | 4                  | 400 MHz               | DDR3(L)-1333         | 25 W | Nein       | 09.04.2014 |